# Dave Tuttle
David Philip Tuttle, più conosciuto con il diminutivo Dave Tuttle (Mortimer Common, 6 febbraio 1972) è un allenatore di calcio ed ex calciatore inglese, di ruolo difensore, tecnico dell'Aylesbury Utd.

## Caratteristiche tecniche
Era un difensore centrale.

## Carriera

### Giocatore

#### Club
Esordisce tra i professionisti nella stagione 1990-1991 all'età di 18 anni con il Tottenham, club della prima divisione inglese, in cui rimane fino alla stagione 1992-1993 per un totale di 13 presenze in questa categoria, oltre ad una presenza nella Coppa delle Coppe 1991-1992; trascorre poi la seconda parte della stagione 1992-1993 in prestito al Peterborough Utd, con cui gioca 7 partite in seconda divisione. Nell'estate del 1993 passa allo Sheffield Utd, con cui nella stagione 1993-1994 gioca 31 partite in prima divisione, retrocedendo a fine anno in seconda divisione, categoria nella quale con le Blades totalizza complessivamente 31 presenze e 5 reti. Nel marzo del 1996 passa poi al Crystal Palace, con cui l'anno seguente conquista una promozione in massima serie (contribuendovi con 39 presenze e 2 reti), categoria nella quale nella stagione 1997-1998 gioca ulteriori 9 partite (a cui aggiunge anche una presenza in Intertoto). Nella stagione 1998-1999 gioca nuovamente in seconda divisione a causa della retrocessione dell'anno precedente, totalizzando 21 presenze e 2 reti, alle quali aggiunge un'ulteriore presenza nelle prime settimane della stagione 1998-1999 (dopo aver anche trascorso un periodo in prestito al Charlton, con cui comunque non scende mai in campo in partite ufficiali, dal marzo del 1999 al termine della stagione 1998-1999), va quindi a giocare al Barnsley, con cui mette a segno una rete in 12 presenze in seconda divisione nel corso della stagione 1999-2000. Si trasferisce infine al Millwall dove, a parte un periodo in prestito in terza divisione al Wycombe nella seconda parte della stagione 2001-2002, rimane fino al termine della stagione 2002-2003, giocando in totale 6 partite in seconda divisione e 17 partite in terza divisione (categoria dalla quale al termine della stagione 2000-2001 conquista anche una promozione), e ritirandosi al termine della stagione 2002-2003 all'età di 31 anni.

#### Nazionale
Nel 1991 ha partecipato ai Mondiali Under-20, giocandovi 2 partite.

### Allenatore
Dopo il ritiro rimane al Millwall come vice di Colin Lee; all'esonero di quest'ultimo, nel corso della stagione 2005-2006, viene promosso ad allenatore del club: dopo 22 partite (4 vittorie, 9 pareggi e 9 sconfitte) in seconda divisione, a 2 giornate dalla fine del campionato si dimette, subito dopo la matematica retrocessione in terza divisione dei Lions. Nell'estate del 2006 va quindi allo Swindon Town per allenare nelle giovanili del club, ma nell'ottobre dello stesso anno a seguito delle dimissioni di Dennis Wise viene promosso ad allenatore ad interim della prima squadra, incarico da cui comunque dà le dimissioni dopo un solo giorno, per andare a lavorare come osservatore per il MK Dons. Torna ad allenare solamente all'inizio della stagione 2009-2010, quando diventa tecnico del Bracknell Town, in Southern Football League Division One South (ottava divisione inglese); a fine stagione lascia tuttavia l'incarico per andare ad allenare in Hellenic Football League Division One East (decima divisione) all'Henley Town, dove rimane per 2 stagioni, nella prima delle quali vince il campionato, con conseguente promozione in nona divisione. Al termine della stagione 2011-2012 lascia il club per andare ad allenare l'Hartley Wintney, sempre nella medesima categoria, salvo poi dopo pochi mesi dimettersi per diventare allenatore del Newbury, sempre in Hellenic Football League; l'11 gennaio 2013 viene però esonerato dal Newbury, rimanendo inattivo per oltre 2 anni: torna infatti ad allenare solamente il 23 novembre 2015, quando viene ingaggiato dal Burhnam, nella Division One South della Southern Football League (ottava divisione). A fine anno il club retrocede in nona divisione, ma Tuttle mantiene il ruolo di allenatore del club anche per le prime 4 giornate di campionato della stagione 2016-2017, chiuse però con altrettante sconfitte, che gli costano l'esonero. Nell'ottobre del 2019 viene ingaggiato dall'AFC Aldermaston, club di Hellenic Football League Division One East (decima divisione), restando poi in squadra anche nella stagione successiva.

## Palmarès

### Giocatore

#### Competizioni nazionali
- Coppa d'Inghilterra: 1

Tottenham: 1990-1991
- FA Charity Shield: 1

Tottenham: 1991

#### Competizioni giovanili
- FA Youth Cup: 1

Tottenham: 1989-1990

### Allenatore

#### Competizioni regionali
- Hellenic Football League Division One East: 1

Henley Town: 2010-2011